# TraXEx
TraXEx ist ein kommerzielles, proprietäres Computerprogramm, das Spuren, die beim Internetsurfen auf dem PC entstehen, löscht. Zusätzlich bietet das Programm die Möglichkeit, Spuren von Windows und anderen Programmen zu löschen, wie beispielsweise die Liste der zuletzt geöffneten Dokumente in Microsoft Word. TraXEx ist mehrfacher Testsieger der Computer Bild. Entwickelt wird das Programm seit 1999 von dem deutschen Programmierer Alexander Miehlke, der es über seine Firma Alexander Miehlke Softwareentwicklung (Abk.  AlMiSoft) vertreibt.
Der Name TraXEx setzt sich aus „Tracks“ (engl. Spuren) und „Ex“ zusammen und bedeutet sinngemäß Spurenvernichter.

## Technische Details
TraXEx läuft unter allen Microsoft-Windows-Versionen ab Windows 98. Das Programm ist kostenpflichtig; unregistriert ist das Programm zeitlich limitiert nutzbar.

## Funktionen
Das Programm bietet die Möglichkeit, alle Dateien, die von Browsern beim Surfen im Internet auf dem PC gespeichert werden, zu löschen. Dazu gehören beispielsweise der Cache, Verlauf, Formulare und Kennwörter oder temporäre Internetdateien. Innerhalb der aktuellen Version 6.0.0.0 werden die Browser Internet Explorer, Mozilla Firefox, Google Chrome, Safari, Opera und der Browser der Telekom unterstützt.
Darüber hinaus können Spuren von etwa 200 weiteren Programme gelöscht werden, vornehmlich die Listen der zuletzt geöffneten Dateien. Auch die Spuren vom Betriebssystem Microsoft Windows können gelöscht werden, wie beispielsweise Prefetch-Dateien, der Inhalt vom Papierkorb oder die Zwischenablage.
Optional können die Daten vor dem Löschen „geschreddert“ werden, d. h., sie werden vor dem Löschen mit Nullen oder nach verschiedenen Algorithmen (u. a. nach der Gutmann-Methode) überschrieben, sodass sie endgültig nicht wiederherstellbar sind. Folgende Shredder-Algorithmen stehen zur Auswahl:
- Überschreiben mit Nullen
- Überschreiben mit Zufallsdaten (1×)
- Überschreiben mit Zufallsdaten (3×)
- US DoS 5220.22-M 8-306./E (7×)
- US DoS 5220.22-M 8-306./E, C und E (21×)
- Gutmann (27×)

Das Löschen der Dateien kann manuell ausgelöst werden, oder es erfolgt automatisch beim Herunter- oder Hochfahren des Rechners, beim Beenden Browsers oder in definierbaren zeitlichen Intervallen. Zusätzlich kann der so genannte „Tarnkappen-Modus“ aktiviert werden, der die Ausführung von TraXEx auf dem Rechner versteckt.
Neben dem Löschen von Spuren bietet das Programm in der aktuellen Version folgende zusätzliche Funktionen:
- Deinstallieren von Programmen
- Freigeben von Speicherplatz auf der Festplatte
- Anzeigen der Festplattenbelegung
- Anzeigen von Browser-Plug-ins
- Beheben von Systemfehlern
- Entfernen von Antiviren-Programmresten
- Suchen nach doppelten Dateien auf der Festplatte
- Entfernen von unerwünschten Dialern.